# Qianjin (Nenjiang)
Die Großgemeinde Qianjin (chinesisch 前进镇, Pinyin Qiánjìn Zhèn) liegt im Kreis Nenjiang der bezirksfreien Stadt Heihe in der nordostchinesischen Provinz Heilongjiang und gehört zu den traditionellen Siedlungsgebieten der Daur. Qianjin hat eine Fläche von 221,2 km² und 20.619 Einwohner (Stand: Zensus 2010; Bevölkerungsdichte 93 Einw./km²). Sitz der Gemeinderegierung ist das Dorf Qianjin.

## Administrative Gliederung
Qianjin setzt sich aus 13 Dörfern zusammen. Diese sind:
- Dorf Qianjin (前进村), Sitz der Gemeinderegierung;
- Dorf Baosheng (保胜村);
- Dorf Dongsheng (东升村);
- Dorf Fanrong der Daur (繁荣达斡尔族村);
- Dorf Jixiang (吉祥村);
- Dorf Lianhe (联合村);
- Dorf Limin (利民村);
- Dorf Qingshi (青石村);
- Dorf Wenzhi (文质村);
- Dorf Xinhua (新华村);
- Dorf Yongsheng (永胜村);
- Dorf Zhenxiang (祯祥村);
- Dorf Zhongyuan (中原村);